# Parafia Najświętszego Serca Pana Jezusa w Czarnymlesie
Parafia Najświętszego Serca Pana Jezusa w Czarnymlesie – parafia rzymskokatolicka znajdująca się w diecezji kaliskiej, w dekanacie Mikstat.